# Juan de la Miquela
Juan de la Miquela es un despoblado que actualmente forma parte del concejo de Monasterioguren, que está situado en el municipio de Vitoria, en la provincia de Álava, País Vasco (España).

## Localización
Estaba situado al noreste del actual concejo de Monasterioguren.

## Historia
Documentado en el Catálogo de propios del ayuntamiento de Vitoria, desaparece pronto, porque no vuelve a ser nombrado posteriormente.